# À nous la liberté
À nous la liberté is een Franse muziekfilm uit 1931 onder regie van René Clair.

## Synopsis
De gevangenen Émile en Louis willen uit de gevangenis ontsnappen. Alleen Émile slaagt daar ook werkelijk in. Wanneer jaren later ook Louis vrij komt, is Émile een succesvol zakenman geworden. Hij biedt zijn oude makker een baan aan in zijn fabriek en helpt hem bovendien in de liefde. Wanneer later ook andere ex-gevangenen bij Louis aankloppen, dreigen ze ermee diens identiteit aan de politie bekend te maken.

## Rolverdeling
| Acteur          | Personage       |
| --------------- | --------------- |
| Henri Marchand  | Émile           |
| Raymond Cordy   | Louis           |
| Rolla France    | Jeanne          |
| Paul Ollivier   | Oom             |
| Jacques Shelly  | Paul            |
| Germaine Aussey | Vrouw van Louis |
| Léon Lorin      | Dove man        |
| William Burke   | Oude gevangene  |
| Vincent Hyspa   | Verteller       |